# Ordinariato castrense de Portugal
El ordinariato castrense de Portugal u ordinariato militar de Portugal (en latín: Ordinariatus Militaris Lusitaniae y en portugués: Ordinariato Castrense de Portugal/Diocese das Forças Armadas e de Segurança) es una circunscripción eclesiástica de la Iglesia católica en Portugal. Se trata de un ordinariato militar latino, inmediatamente sujeto a la Santa Sede. Desde el 27 de octubre de 2018 el ordinario militar es el obispo Sérgio Manuel Ribeiro Dinis.

## Territorio y organización
El ordinariato militar tiene jurisdicción personal peculiar ordinaria y propia sobre los fieles católicos militares de rito latino (y otros fieles definidos en los estatutos), incluso si se hallan fuera de las fronteras del país, pero los fieles continúan siendo feligreses también de la diócesis y parroquia de la que forman parte por razón del domicilio o del rito, pues la jurisdicción es cumulativa con el obispo del lugar. Los cuarteles y los lugares reservados a los militares están sometidos primera y principalmente a la jurisdicción del ordinario militar, y subsidiariamente a la jurisdicción del obispo diocesano cuando falta el ordinario militar o sus capellanes. El ordinariato tiene su propio clero, pero los obispos diocesanos le ceden sacerdotes para llevar adelante la tarea de capellanes militares de forma exclusiva o compartida con las diócesis. 
La sede del ordinariato militar se encuentra en la ciudad de Lisboa, en donde se halla la iglesia de Nuestra Señora de la Liberación (o iglesia de la Memoria), que sirve como catedral.
En 2021 en el ordinariato militar existían 36 parroquias. Existe una capellanía para cada una de las 3 fuerzas armadas y 2 fuerzas de seguridad.

## Historia
El vicariato militar de Portugal fue erigido el 29 de mayo de 1966 con el decreto De spirituali de la Sagrada Congregación Consistorial. El vicariato garantizaba permanentemente la asistencia espiritual y religiosa de las Fuerzas Armadas de Portugal y también, si se consideraba necesario, de las fuerzas militarizadas (Guarda Nacional Republicana y Polícia de Segurança Pública). El decreto establecía que el vicario castrense era el patriarca de Lisboa pro tempore, quien tenía la posibilidad de nombrar un vicario general. El patriarca Manuel Gonçalves Cerejeira, primer vicario militar, nombró a su obispo auxiliar para las fuerzas armadas, António dos Reis Rodrigues. Fueron prelados los siguientes auxiliares con el título de vicario general militar: António Ferreira de Melo (1975), Agostinho Moita (1977) y Joaquim Cupertino (1981).
Mediante la promulgación de la bula Spirituali Militum Curae por el papa Juan Pablo II el 21 de abril de 1986 los vicariatos militares fueron renombrados como ordinariatos militares o castrenses y equiparados jurídicamente a las diócesis. Cada ordinariato militar se rige por un estatuto propio emanado de la Santa Sede y tiene a su frente un obispo ordinario nombrado por el papa teniendo en cuenta los acuerdos con los diversos Estados. El cardenal y patriarca António Ribeiro continuó ocupando el cargo de ordinario militar, asistido por Januário Torgal Mendes Ferreira como nuevo obispo auxiliar militar. Desde 2001 los cargos de patriarca de Lisboa y ordinario militar están separados.
El 1 de enero de 1989 entraron en vigor los estatutos del ordinariato militar, previstos por los Spirituali militum curae y aprobados por la Santa Sede el 3 de septiembre de 1988; según el artículo 1 de los estatutos el nombre oficial del ordinariato es ordinariato castrense de Portugal. 

## Estadísticas
Según el Anuario Pontificio 2022 el ordinariato militar tenía a fines de 2021 36 sacerdotes y 6 religiosos.
| Año                                                                             | Población            | Población | Población      | Sacerdotes | Sacerdotes    | Sacerdotes    | Bautizados por sacerdote | Diáconos permanentes | Religiosos | Religiosos | Parroquias |
| Año                                                                             | Bautizados católicos | Total     | % de católicos | Total      | Clero secular | Clero regular | Bautizados por sacerdote | Diáconos permanentes | Varones    | Mujeres    | Parroquias |
| ------------------------------------------------------------------------------- | -------------------- | --------- | -------------- | ---------- | ------------- | ------------- | ------------------------ | -------------------- | ---------- | ---------- | ---------- |
| 1999                                                                            |                      |           |                | 56         | 51            | 5             |                          |                      | 5          |            |            |
| 2000                                                                            |                      |           |                | 51         | 42            | 9             |                          |                      | 9          |            |            |
| 2001                                                                            |                      |           |                | 53         | 42            | 11            |                          |                      | 11         |            |            |
| 2002                                                                            |                      |           |                | 53         | 42            | 11            |                          |                      | 11         |            |            |
| 2003                                                                            |                      |           |                | 47         | 39            | 8             |                          |                      | 8          |            |            |
| 2004                                                                            |                      |           |                | 54         | 44            | 10            |                          |                      | 10         |            |            |
| 2013                                                                            |                      |           |                | 36         | 30            | 6             |                          |                      | 6          |            | 36         |
| 2016                                                                            |                      |           |                | 37         | 33            | 4             |                          |                      | 4          |            | 36         |
| 2019                                                                            |                      |           |                | 36         | 32            | 4             |                          |                      | 4          |            | 37         |
| 2021                                                                            |                      |           |                | 36         | 30            | 6             |                          |                      | 6          |            | 36         |
| Fuente: Catholic-Hierarchy, que a su vez toma los datos del Anuario Pontificio. |                      |           |                |            |               |               |                          |                      |            |            |            |

## Episcopologio
- Manuel Gonçalves Cerejeira † (29 de mayo de 1966-24 de enero de 1972 retirado)
- António Ribeiro † (24 de enero de 1972-24 de marzo de 1998 falleció)
  - Sede vacante (1998-2001)
- Januário Torgal Mendes Ferreira (3 de mayo de 2001-10 de octubre de 2013 retirado)
- Manuel da Silva Rodrigues Linda (10 de octubre de 2013-15 de marzo de 2018 nombrado obispo de Oporto)
- Rui Manuel Sousa Valério, S.M.M. (27 de octubre de 2018 - 10 de agosto de 2023, nombrado patriarca de Lisboa)
  - Sede Vacante ( 2 de septiembre de 2023 - 20 de febrero de 2025), administrador apostólico: Rui Manuel Sousa Valério, S.M.M.
- Sérgio Manuel Ribeiro Dinis (22 de noviembre de 2024 -)